# Richard Ratsimandrava
Dans le nom malgache Ratsimandrava Richard, le nom de famille précède le prénom, mais cet article utilise l’ordre habituel en français Richard Ratsimandrava, où le prénom précède le nom.
Richard Ratsimandrava, né le 21 mars 1931 à Tananarive et mort le 11 février 1975 dans la même ville, est un militaire et homme d'État malgache. Il est chef d'État de la république de Madagascar pendant six jours du 5 au 11 février 1975, date de son assassinat.

## Biographie
Né à Tananarive, d’une famille merina, Richard Ratsimandrava quitte Madagascar pour la France afin d'y effectuer ses études supérieures. Après une préparation à la corniche Carnot de Dijon, il intègre l'École spéciale militaire de Saint-Cyr, à Coëtquidan. Il portera les couleurs de l'armée française au Maroc et en Algérie.
Frère de la femme de lettres Juliette Ratsimandrava, il se marie à Thérèse Razafindramoizina le 22 septembre 1956 ; ils ont eu six enfants.
En 1959, alors qu'il est lieutenant dans l’armée française, il est affecté à Madagascar au 12e bataillon d'infanterie de marine à Fianarantsoa. Après l'indépendance malgache proclamée le 26 juin 1960, Ratsimandrava sert comme officier de l'armée de terre jusqu'en 1962.
Après une demande pour entrer dans la gendarmerie, il effectue un stage à l'École des officiers de la gendarmerie nationale à Melun en France et devient commandant en second, en 1967, puis finalement commandant de la gendarmerie malgache en 1969. Ratsimandrava reste à ce poste jusqu’en 1972 et, à ce titre, assure le rétablissement de l’ordre public dans le Sud de l’île, en donnant des directives pour la protection des postes de gendarmerie, avec sanction pour certains gendarmes qui ont accepté d’obéir aux ordres de cadres administratifs et politiques, en empêchant qu’il y ait chasse à l’homme de la part de l’administration contre les cadres du parti dirigé par Monja Jaona en avril 1971, et en dialoguant avec les partisans de ce parti à Antanimora pour le maintien de l’ordre.

### Prise de responsabilité et engagement en politique
En 1972, Tsiranana cède le pouvoir au général Gabriel Ramanantsoa , chef d’état-major général qui devient alors chef du gouvernement en mai puis chef de l'État en octobre. Ramanantsoa forme alors un gouvernement d'union nationale chargé de rétablir l'ordre tout en nommant des militaires à la tête des six provinces.
Richard Ratsimandrava est appelé à devenir ministre de l’Intérieur du nouveau gouvernement. Il a alors l'idée de fonder sa politique intérieure sur le cadre de gouvernance existant basé sur le « fokon'olona » qu'il voit comme seul cadre institutionnel et économique possible, car viable et reconnu par et pour la majorité de la population, pour le développement de Madagascar.
Le 5 février 1975, à cause de rivalités et de problèmes non résolus et face à la situation de crise politique, Ramanantsoa lui remet les pleins pouvoirs. Il cumule alors les fonctions de chef de l'État et du gouvernement, ainsi que de ministre d'État, chargé de la Défense nationale et du Plan.
C'est alors une occasion sans précédent pour lui d'appliquer au mieux sa politique qui s'établit sur :
- un développement national prenant comme base les initiatives de la communauté villageoise, le « fokon'olona », et trouvant leurs financements dans leurs propres transactions marchandes, gérés à travers la commission « Vatoeka » du « fokonolona »[4] ;
- la malgachisation de l'économie plus soucieuse d’équité et de justice, cherchant à articuler une économie de subsistance locale, rurale, informelle à l’économie de marché tirée par la ville, les sociétés commerciales assurant les échanges avec l’extérieur ;
- la décentralisation des pouvoirs.

### L'assassinat
Six jours après son accession au pouvoir, le 11 février aux alentours de 20 heures, peu après le Conseil des ministres qui se déroulait à Anosy, à Tananarive, Ratsimandrava est abattu par balles dans sa voiture Peugeot 404 de fonction par un commando formé d'éléments du groupe mobile de police (GMP).
Il existe plusieurs thèses concernant son assassinat, dont l'officielle qui veut que ce soit une affaire politique, tout de suite confortée par le fait que le GMP ait conduit l'attaque. Parmi les hautes personnalités politiques qui sont mises en cause durant le procès, figurent notamment :
- l'ancien président Tsiranana, qui est entendu par la justice malgache et fait l'objet d'enquêtes ;
- le colonel Roland Rabetafika, qui est parmi les premiers officiers à avoir été aperçus sur le lieu même de l'assassinat, ce qu'il admet d'ailleurs durant le procès, déclarant qu'il y était pour raisons personnelles puisqu'il rentrait à son domicile.

Ces deux personnalités représentaient deux groupements d'intérêts politico-économiques qui avaient chacun pu avoir des intérêts à voir éliminé le nouveau chef de l'État.
D'autres témoignages appuient le fait que le capitaine de frégate Didier Ratsiraka aurait également été vu sur les lieux de l'assassinat. Le crédit accordé à cette thèse se base notamment sur le fait que l'on peut considérer qu'il fut le principal bénéficiaire de la disparition de Ratsimandrava dans le sens où cela lui a permis d'hériter du pouvoir.
Malgré le long procès qui se déroule sous le directoire militaire de transition dirigé par le général Gilles Andriamahazo, aucune lumière ne sera faite sur l'assassinat de cet homme que trop de groupes de pression, notamment financiers, pouvaient souhaiter voir disparaître, craignant de voir leurs intérêts fortement remis en question à cause de la politique du « fokon'olona » prônée par Ratsimandrava, laquelle visait à mieux articuler l'économie et la production malgaches avec l’économie de subsistance de la majorité des habitants du pays, et surtout du milieu rural.
Finalement, le procès de l'affaire Ratsimandrava va s'arrêter pour sauvegarder l'unité nationale du pays, déjà assez fragilisée à cette période[réf. nécessaire].

## La fin de la transition en 1975
L'assassinat de Richard Ratsimandrava a conduit à une telle succession d'évènements que 1975 marque sans doute un tournant pour l'histoire politique de Madagascar.
Quelques heures après la mort de Ratsimandrava, un directoire militaire chargé d'entamer une période de transition est créé et dirigé par le général Gilles Andriamahazo. On assiste alors à un quasi-scénario de guerre civile entre les partisans du gouvernement militaire et ceux de l'ancien président Tsiranana, alors que la loi martiale est décrétée.
Le 13 février, les partis politiques sont suspendus et les tensions continuent à travers tout le pays où des mutins s'engagent dans des violences. Le lendemain, la reddition des mutineries permet la fin des combats. André Resampa, un des responsables présumés des troubles, est arrêté.
Le 21 mars, un procès est alors ouvert pour juger les personnes impliquées dans les évènements, dont Tsiranana. Finalement, le 12 juin suivant, trente des inculpés sont acquittés dont Resampa et Tsiranana. Trois jours plus tard, le directoire militaire décide d'élire Didier Ratsiraka, capitaine de frégate, ministre des Affaires étrangères sous le gouvernement Ramanantsoa, comme nouveau chef de l'État.

## Distinctions honorifique
- Grand cordon de l'ordre national Malagasy